# Rajhorodok
Rajhorodok (ukrainisch Райгородок; russisch Райгородок Raigorodok) ist eine Siedlung städtischen Typs in der Oblast Donezk im Osten der Ukraine mit etwa 1000 Einwohnern (August 2022).

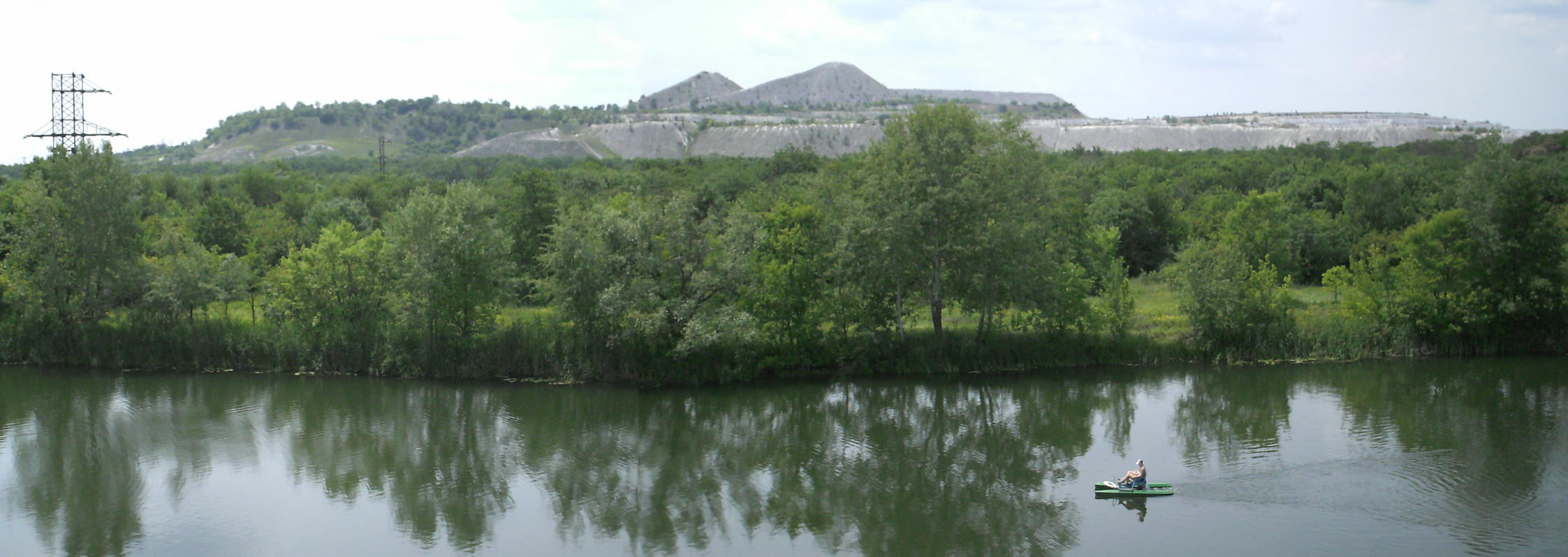
Der Donezk bei Rajhorodok

Rajhorodok besitzt seit dem 15. November 1938 den Status einer Siedlung städtischen Typs und ist das administrative Zentrum der gleichnamigen Siedlungsratsgemeinde, zu der noch die Siedlung städtischen Typs Donezke sowie die Dörfer Karpiwka (Карпівка) und Selesniwka (Селезнівка) gehören.
Rajhorodok liegt im Norden der Oblast Donezk an der Territorialstraße T–05–14 sowie an der Mündung des Kasennyj Torez in den Siwerskyj Donez, 123 Kilometer nördlich vom Oblastzentrum Donezk und 12 Kilometer nordöstlich vom Zentrum der Stadt Slowjansk entfernt.
Am 12. Juni 2020 wurde die Siedlung ein Teil der neugegründeten Stadtgemeinde Mykolajiwka, bis dahin bildete sie zusammen mit der Siedlung städtischen Typs Donezke sowie den Dörfern Karpiwka (Карпівка) und Selesniwka (Селезнівка) die gleichnamige Siedlungsratsgemeinde Rajhorodok (Райгородоцька селищна рада/Rajhorodozka selyschtschna rada) im Osten des Rajons Slowjansk.
Am 17. Juli 2020 wurde der Ort ein Teil des Rajons Kramatorsk.